# Heinz London
Heinz London (Bonn, 7 novembre 1907 – Oxford, 3 agosto 1970) è stato un fisico tedesco che con il fratello Fritz ha lavorato sulla superconduttività nel Laboratorio di Clarendon a Oxford.
Grazie a questi studi è stata data una spiegazione all'effetto Meissner. Egli è conosciuto anche per essere l'inventore del refrigeratore a diluizione, un dispositivo criogenico che utilizza l'elio liquido.
Dopo aver studiato in differenti università tedesche, è dovuto fuggire in Inghilterra nel 1933 con suo fratello Fritz a causa delle leggi razziali introdotte dal regime nazista.